# Klinikum Wilhelmshaven
Das Klinikum Wilhelmshaven gGmbH ist ein Krankenhaus in kommunaler Trägerschaft in Wilhelmshaven, Niedersachsen. Das Krankenhaus hatte bis 2014 den Namen Reinhard-Nieter-Krankenhaus nach den ehemaligen Oberbürgermeister der Stadt Reinhard Nieter getragen.

## Beschreibung

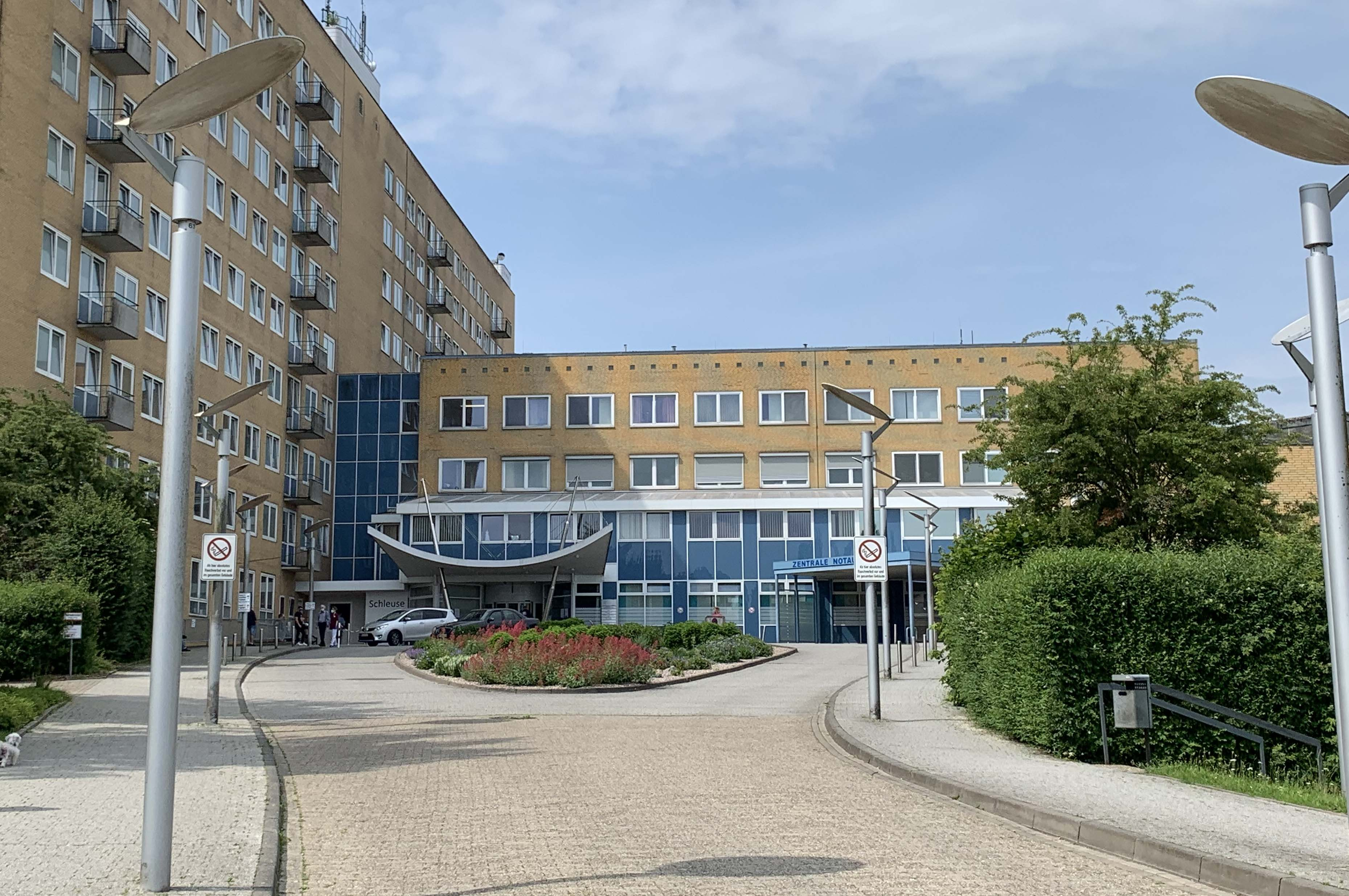
Klinikum Wilhelmshaven (2020)

Das Klinikum Wilhelmshaven ist akademisches Lehrkrankenhaus der Medizinischen Fakultät der Universität Hamburg und mit der Ausbildung angehender Mediziner betraut. Die Pflegefachschule an der Nordsee der Klinikum Wilhelmshaven gGmbH bildet mit der Generalistischen Pflegeausbildung in der Pflege aus. Angeschlossen ist zudem eine Bildungsakademie am Klinikum Wilhelmshaven, die die Aus- und Weiterbildung sowie Qualifizierungsmaßnahmen für Klinikumsbeschäftigte sowie für externe Beschäftigte im Gesundheitswesen anbietet.
Nahezu 1.450 Mitarbeiter sind im Klinikum Wilhelmshaven beschäftigt. Das Klinikum verfügt über ein eigenes Helipad und einen Stellplatz für einen zweiten Hubschrauber. Auf dem Gelände des Klinikums befindet sich ebenfalls die Rettungswache NEF der Feuerwehr Wilhelmshaven, die rund um die Uhr ein Notarzteinsatzfahrzeug (NEF) vorhält, das mit einer Einsatzkraft der Berufsfeuerwehr und einem diensthabenden Notarzt besetzt ist.

## Fachbereiche
Das Klinikum Wilhelmshaven verfügt über folgende Fachbereiche:
- Zentrum für Tumorbiologie und Integrative Medizin

### Chirurgie
- Klinik für Allgemein-, Viszeral-, Thorax- und Gefäßchirurgie
- Klinik für Orthopädie, Unfall- und Wirbelsäulenchirurgie

### Kliniken für Innere Medizin
- Medizinische Klinik I – Innere Medizin, Kardiologie, Internistische Intensivmedizin
- Medizinische Klinik II – Innere Medizin, Gastroenterologie, Stoffwechselerkrankungen und Infektionen
- Medizinische Klinik IV – Innere Medizin, Hämatologie, Internistische Onkologie und Palliativmedizin
- Medizinische Klinik V – Innere Medizin, Geriatrie
- Klinik für Frauenheilkunde und Geburtshilfe
- Klinik für Kinder- und Jugendmedizin
- Klinik für Urologie, Kinderurologie und Urologische Onkologie
- Klinik für Anästhesiologie, Operative Intensivmedizin, Zentrum für Notfallmedizin und Schmerztherapie (AINS)
- Abteilung für Radiologische Diagnostik und Intervention
- Klinik für Strahlentherapie
- Belegabteilung Augenheilkunde
- Belegabteilung Hals-, Nasen- und Ohrenheilkunde

### Psychiatrische Kliniken
- Klinik für Psychiatrie, Psychotherapie und Psychosomatik
- Klinik für Kinder- und Jugendpsychiatrie und Psychotherapie

### Sonstige Abteilungen und Einrichtungen
- Kinderkrankenpflegeschule & Krankenpflegeschule Klinikum Wilhelmshaven gGmbH
- Physikalische Therapie
- Zentralapotheke
- Zentrallabor
- RNK Facharztzentrum am Meer
- Klinikum Wilhelmshaven MVZ gGmbH
- Überregionales Institut für Pathologie Fischer & Partner am Klinikum Wilhelmshaven[6]

## Neubau
Seit 2019 laufen Arbeiten für einen Neubau. Gestartet wurde mit einem neuen Parkhaus, da der Neubau auf den bisherigen Parkplätzen entstehen soll. Seit 2020 laufen Bodenarbeiten mit Pfahlgründungen. Die Arbeiten haben sich mehrfach aus technischen und finanziellen Gründen verzögert. Aktuell (Anfang 2024) ruht der Baubetrieb und eine neue Ausschreibung wird erwartet.
Anfang April 2025 haben die Gemeinde Friesland und die Stadt Wilhelmshaven eine Studie veröffentlicht. Die Studie zur Neugestaltung der Krankenhaus-Landschaft in Friesland und Wilhelmshaven liegt vor: Der Gutachter empfiehlt einen gemeinsamen Neubau. Der Standort müsse noch festgelegt werden. Das vom Beratungsunternehmen WMC entwickelte Gutachten hat im Auftrag der Stadt Wilhelmshaven und des Landkreises Friesland ergebnisoffen untersucht, mit welchen Standorten und welchem medizinischen Leistungsangebot am besten eine umfassende Versorgung der Bevölkerung gesichert werden kann. Dabei sollte es auch um Optionen der Zusammenarbeit gehen, sodass folgende Varianten geprüft wurden: Optimierung der Versorgung in den bestehenden Strukturen mit drei Krankenhäusern – den Friesland-Kliniken mit den Standorten Varel und Sande sowie dem Klinikum Wilhelmshaven – sowie zwei Standorte von zwei Klinikgesellschaften in Sande und Wilhelmshaven. Letztlich lief die Empfehlung auf die dritte Variante, die Neuplanung auf einem unbebauten Grundstück in der Region, hinaus.

## Belege
1. ↑   https://www.klinikum-whv.de/unternehmen/organisation/klinikleitung.php abgerufen am 20. Mai 2024
2. ↑  Klinikum Wilhelmshaven – Wir über uns, abgerufen am 21. Februar 2023
3. ↑  Brost, Jörg / Turner, Ernst / Sommer, Ingo: Vom Barackenlazarett zum Städtischen Krankenhaus. Wilhelmshavener Krankenhausgeschichte, Wilehelmshaven 2005
4. ↑  Klinikum Wilhelmshaven. Abgerufen am 15. März 2017.
5. ↑  Wache NEF
6. ↑  Klinikum Wilhelmshaven: Institut für Pathologie Prof. Dr. G. Fischer & Partner. Abgerufen am 16. März 2017.
7. ↑  https://www.klinikum-whv.de/unternehmen/neubau/aktuelles_neubau.php
8. ↑  Geld fehlt: Arbeiten am Klinik-Neubau in Wilhelmshaven ruhen |  - Nachrichten - Niedersachsen - Studio Oldenburg. In: ndr.de. 14. Juli 2023, abgerufen am 13. März 2024.
9. ↑  NWZonline.de: Krankenhäuser in Friesland und Wilhelmshaven: Studie empfiehlt Klinik-Neubau für bessere Versorgung. 7. April 2025, abgerufen am 28. April 2025.